# Erwin Dörzbacher
Erwin Dörzbacher (* 14. Mai 1892 in Schillingstadt; † 29. April 1958 in Heidelberg) war ein deutscher Politiker (CDU).
Dörzbacher wurde 1920 an der Ruprecht-Karls-Universität Heidelberg mit der Schrift Die deutsche Sozialdemokratie und die nationale Machtpolitik bis 1914 promoviert.
Nach dem Zweiten Weltkrieg war Dörzbacher von 1945 bis 1954 Landrat des Landkreises Mosbach. Bei der Landratswahl 1954 unterlag er Ernst Ditton. 1946 gehörte Dörzbacher als Vertreter der Landräte der Vorläufigen Volksvertretung von Württemberg-Baden an. Außerdem war er von 1946 bis 1954 Vorsitzender der CDU im Landkreis Mosbach.